# Dossier Smith
Pour les articles homonymes, voir Smith.
Dossier Smith (Smith) est une série télévisée américaine en sept épisodes de 42 minutes, créée par John Wells et dont seulement trois épisodes ont été diffusés entre le 19 septembre et le 6 octobre 2006 sur le réseau CBS. Les épisodes restants ont été mis en ligne sur le site de CBS le mois suivant.
En France, la série a été diffusée depuis le 12 janvier 2008 sur TMC Monte Carlo, ainsi qu'en une fois sous la forme d'un téléfilm réunissant tous les épisodes les uns à la suite des autres sur TF1 le 30 août 2008. Elle reste inédite dans les autres pays francophones[réf. nécessaire].

## Synopsis
Derrière son apparente vie d'homme marié, père de deux enfants, Bobby Stevens est en fait un génie du crime. Prenant ses ordres d'une dénommée Charlie, il élabore des braquages de haut niveau avec son équipe. Lors d'une conversation avec Charlie, il fait part de sa volonté de se retirer après trois ou quatre gros coups. Le FBI, qui le piste depuis un vol de tableaux, le surnomme « Smith »…[réf. nécessaire]

## Distribution

### Acteurs principaux
- Ray Liotta (VF : Bruno Choël) : Bobby Stevens
- Virginia Madsen (VF : Martine Irzenski) : Hope Stevens
- Simon Baker (VF : Thierry Ragueneau) : Jeff Breen
- Jonny Lee Miller (VF : Éric Aubrahn) : Tom
- Franky G. (VF : Serge Faliu) : Joe Garcia
- Amy Smart (VF : Laura Blanc) : Annie
- Chris Bauer (VF : Marc Perez) : Agent Dodd
- Shohreh Aghdashloo (VF : Sophie Deschaumes) : Charlie

### Acteurs récurrents et invités
- K'Sun Ray (en) : Jason
- Tatum McCann (de) : Emily
- Lisa Vidal (VF : Cathy Diraison) : Valez
- Valarie Rae Miller (VF : Vanina Pradier) : Macy
- Elden Henson (VF : Mark Lesser) : Matthew Marley
- Sidney S. Liufau : Kala Tafattafua
- Shaun Toub (VF : Philippe Catoire) : Jerry
- Susan Krebs : Judy
- Maria Dizzia : Nancy Scialfa
- Kirsten Maryott : Loli
- Tracy Ann Doss : Officier de police
- Steven Eckholdt (en) (VF : Jérôme Pauwels) : Steve
- Nick Chinlund : David
- Michael Hyatt : Officer Lauper
- Ryan Cutrona (en) : Fred Cole
- James Handy : Sy
- Chris Butler : Wilson
- William Lucking : Big Art Jackson
- Valerie Azlynn (en) : Cindy
- Alan Blumenfeld (en) : Don Gardner
- Jillian Armenante : Nash
- Leon Russom : M. Collins
- David Barrera : David Owens

 Source et légende : version française (VF) sur RS Doublage

## Épisodes
1. Double Vie (Pilot)
2. Brouiller les pistes (Two)
3. Derniers Préparatifs (Three)
4. Œil pour œil (Four)
5. Presque Parfait (Five)
6. Retour au calme (Six)
7. Trahisons entre amis (Seven)